# Cambil
Cambil – gmina w Hiszpanii, w prowincji Jaén, w Andaluzji, o powierzchni 139,89 km². W 2011 roku gmina liczyła 2912 mieszkańców.